# Murata (Japonia)
Murata (jap. 村田町 Murata-machi) – miasto w Japonii, na wyspie Honsiu, w prefekturze Miyagi. Według danych na rok 2020 miejscowość zamieszkiwało 10 666 mieszkańców , a gęstość zaludnienia wyniosła 136,1 os./km².